# 尼乌科普
尼乌科普（荷蘭語：Nieuwkoop，荷蘭語：[ˈniu̯koːp] ⓘ，意为“新垦地”）是荷兰南荷兰省的一个市镇，建立于2007年1月1日，由利梅尔（Liemeer）和泰尔阿尔（Ter Aar）合并而来。

## 图集

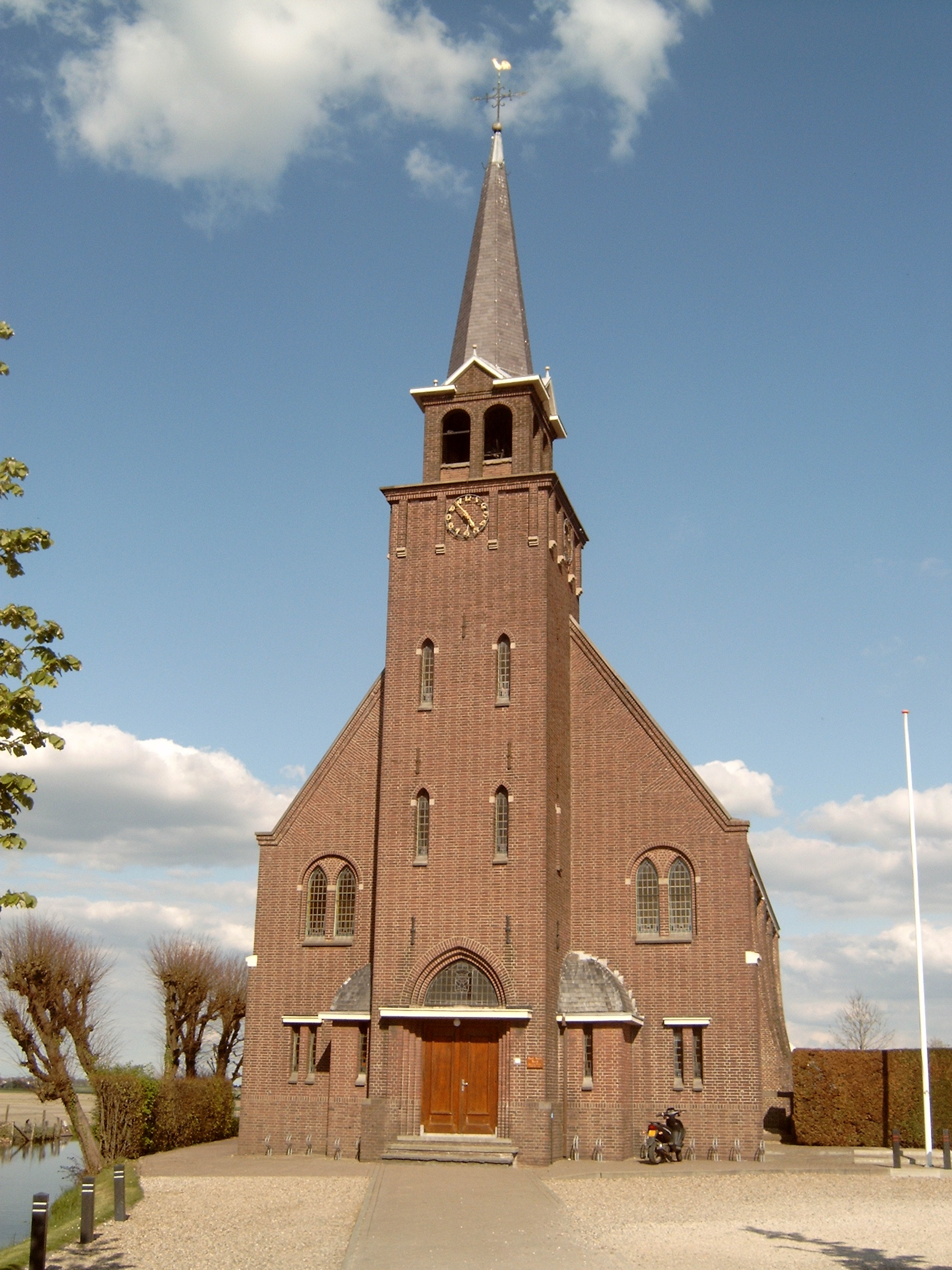
教堂
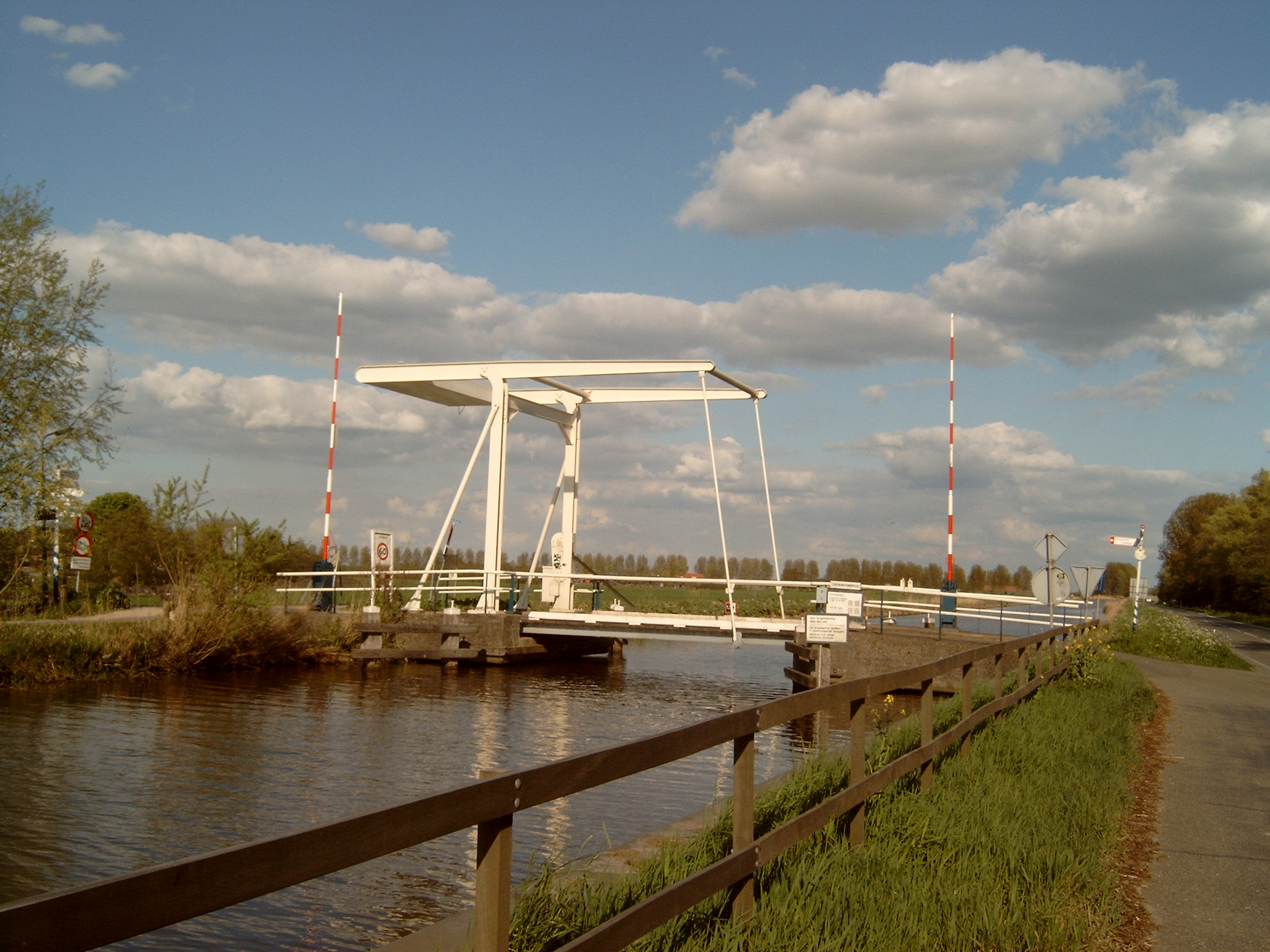
吊桥